# Robert McCarthy
Robert McCarthy – australijski zapaśnik walczący w stylu wolnym. Srebrny medalista mistrzostw Oceanii w 1996 roku.